# Смоляченко, Павел
Павел Смоляченко (узб. Pavel Smolyachenko; род. 1 декабря 1991 года; Ташкент, Узбекистан) — узбекистанский футболист, полузащитник клуба «Арема». Выступал за национальную сборную Узбекистана.

## Карьера
Павел Смоляченко начал свою профессиональную карьеру в 2010 году в составе ферганской «Нефтчи» . В составе «Нефтчи», Смоляченко выступал три сезона и за это время сыграл в тридцати трёх матчах и забил пять голов. В 2011 году на него обратил внимание тогдашний тренер национальной и олимпийской сборной Узбекистана, Вадим Абрамов и Павел Смоляченко начал выступать в составе олимпийской сборной Узбекистана. В составе национальной сборной, Смоляченко сыграл один матч — 25 марта 2011 года против Черногории.
В 2013 году, Смоляченко перешёл в ташкентский «Локомотив» и выступал за «железнодорожников» пол сезона. В середине того же года он вернулся в «Нефтчи» и выступал за этот клуб до конца 2014 года. В начале 2015 года он пополнил ряды самаркандского «Динамо». Со второго круга перешёл в «Бухару». В январе 2019 года он перешел в клуб «Арема».